# Levêche
Levêche ou lavêche est un vent du désert sec et étouffant soufflant dans le sud de l'Espagne et au sud de la Méditerranée en Oranie.

## Sources
- G. Oscar Villeneuve, Glossaire de météorologie et de climatologie, Presses Université Laval, 1980, 645 p. (ISBN 978-2-7637-6896-0, lire en ligne), p. 263
- Magdeleine Moureau et Gerald Brace, Dictionnaire des Sciences de la Terre, Editions OPHRYS, 2000 (ISBN 978-2-7108-1109-1, lire en ligne), p. 283